# Ashley Khalil
Pour les articles homonymes, voir Khalil.
Ashley Khalil, née le 15 mars 1993 est une joueuse de squash qui représente le Guyana. Elle est championne des Caraïbes en 2022.

## Biographie
Ashley Khalil participe à ses premières rencontres internationales en 2010. Elle remporte la médaille de bronze en double et par équipes aux Jeux sud-américains. En 2010, elle remporte l'argent en double et le bronze par équipes aux Jeux d'Amérique centrale et des Caraïbes avec Nicolette Fernandes. Quatre ans plus tard, elle termine troisième en double avec Ashley DeGroot aux Jeux de 2014, et remporte de nouveau le bronze par équipes. En 2018, elle remporte une nouvelle médaille de bronze en double avec Taylor Fernandes. En 2010, Ashley Khalil représente le Guyana aux Jeux du Commonwealth à New Delhi. En simple, elle est éliminée au premier tour et en double, elle ne dépasse pas le premier tour. En 2017 et 2019, elle est sacrée championne des Caraïbes avec l'équipe nationale guyanaise. Lors des Jeux panaméricains de 2019, elle termine sixième avec l'équipe, mais est éliminée au premier tour en simple et en double.
L'année 2022 est particulièrement fructueuse pour Ashley Khalil. Elle termine les championnats panaméricains à la troisième place avec l'équipe et est sélectionnée peu après pour les Jeux du Commonwealth. En simple, elle perd son match d'ouverture et, en double, elle est éliminée en huitième de finale avec Mary Fung-A-Fat. En mixte, elle concourt avec son frère Jason-Ray Khalil et échoue également au premier tour. Juste après les jeux, Ashley Khalil devient championne des Caraïbes en simple.

## Palmarès

### Titres
- Championnats des Caraïbes : 2022